# Kamenný most (Borovany)
Kamenný most v Borovanech v jižních Čechách v okrese České Budějovice je obloukovým kamenným mostem přes řeku Stropnici na silnici II/157 Borovany – Trhové Sviny. Je zapsán v seznamu kulturních nemovitých památek.

## Historie
Most přes řeku Stropnici u Borovan byl do roku 1867 mostem dřevěným. Most byl ohrožován povodněmi a vyžadoval pravidelnou údržbu konstrukce. Zemský výbor proto doporučil obcím Borovany a Trhové Sviny, aby na stejném místě byl na náklady těchto obcí s přispěním zemského fondu postaven most kamenný. Přes tento most pak měla vést nově plánovaná silnice z Trhových Svin a Borovan k silnici do Ledenic a Strážkovic. Okresní zastupitelstvo Trhových Svin se usneslo 17. dubna 1867 vybudovat nový most se zahájením stavby ještě v roce 1867 s tím, že třetinu nákladu ponesou Trhové Sviny. Plán mostu o čtyřech kamenných obloucích vyhotovil zednický mistr Vojtěch Mička. Realizována byla jen stavba poloviny mostu, tedy mostu se dvěma kamennými oblouky. Organizační práce i stavbu mostu zajišťoval Josef Klesnar. Účet, který po dokončení mostu předložil byl však vyšší než plánovaný a k odbornému posouzení překročení nákladů byl povolán krajský inženýr. Most byl postaven za 4069 zlatých a 35 krejcarů.

## Popis
Silniční kamenný most č. 157-014 na jižním okraji města Borovany patří k pozoruhodným technickým památkám. Přemosťuje nivu řeky Stropnice, jejíž koryto prochází pod jižním obloukem. Most je vyzděný z cihel a omítnutý, má dvě klenební pole se segmentovými oblouky. Konstrukčně je most dvouobloukový s horní mostovkou, dvěma krajními opěrami a širokými křídly obloženými kamenem a s jedním středovým pilířem. Most má po obou stranách plnou parapetní zídku. Střední pilíř má vně vystupující náběhy, zřejmě dodatečně přizděné. Most byl v sedmdesátých letech neodborně opraven a došlo k zakrytí kamenné struktury. Byl velkým nákladem rekonstruován v roce 2006 a rekonstrukce vrátila mostu původní vzhled. Přes most vede červená turistická značka a Naučná stezka „Totalita rozděluje“. V sousedství mostu stojí barokní socha svatého Jana Nepomuckého z roku 1735 a památná lípa malolistá.